# Jan II. Drašković z Trakošćanu
Jan II. svobodný pán Drašković z Trakošćanu (chorvatsky Ivan II. Drašković z Trakošćanu, německy Ivan II. Drašković von Trakošćan, maďarsky Draskovics II János; 1550, hrad Trakošćan (?) – 11. března 1613, Bratislava) byl chorvatský šlechtic z rodu Draškovićů. Účastnil se válek proti Turkům jako generál císařské armády a později zastával úřad bána Chorvatského království.

## Život

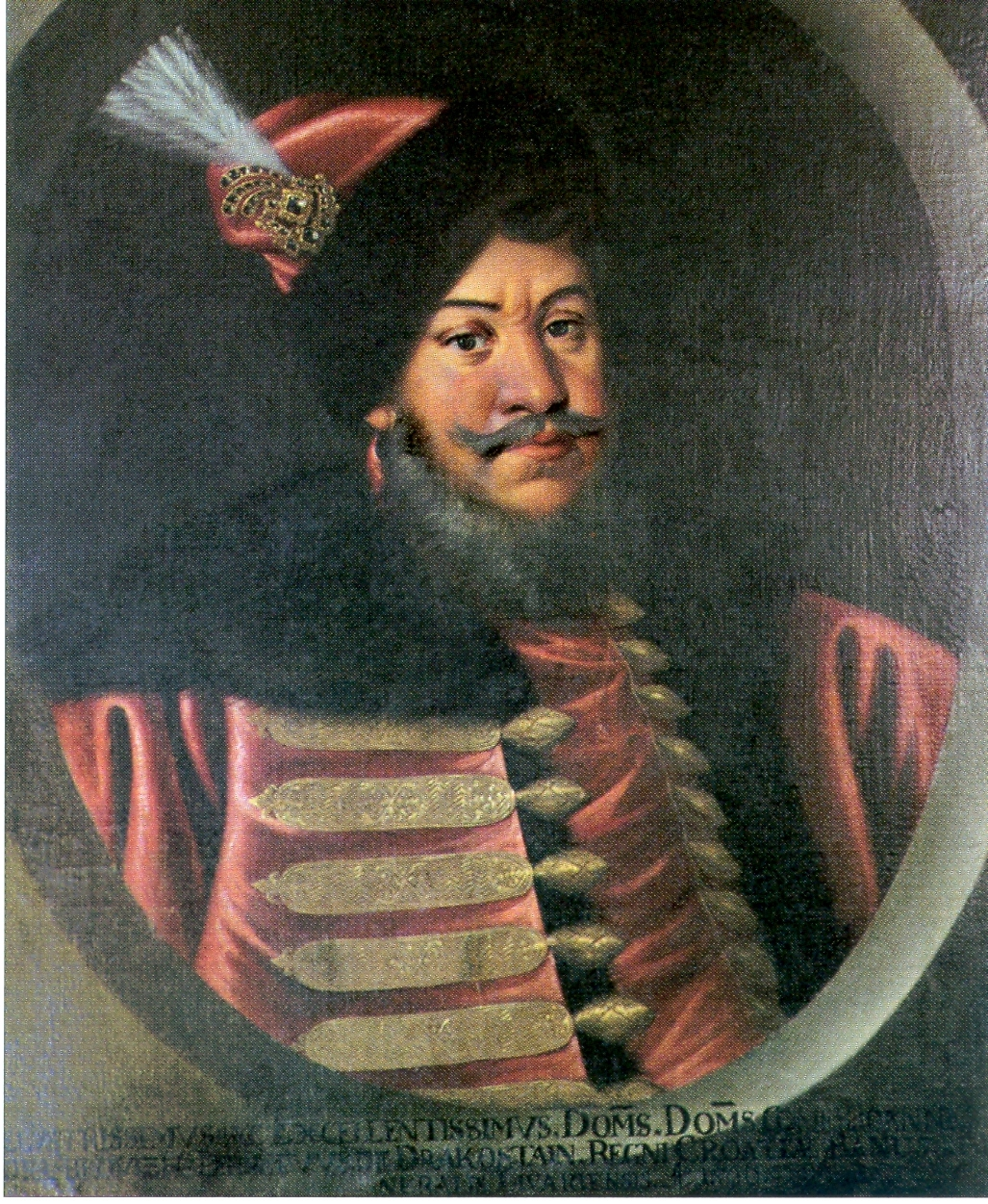
Portrét uherského palatina Jana III. Draškoviće, syna Jana II.

Narodil se jako syn Kašpara Draškoviće a jeho manželky Kateřiny Székelyové z Ormože.
V roce 1593 se zúčastnil bitvy u Sisaku proti Turkům, která skončila velkým vítězstvím Chorvatů a Rakušanů.
V letech 1596-1608 byl bánem Chorvatska.
Ivan Drašković byl komorníkem císaře Rudolfa II., kromě toho také zastával úřad sekretáře a dvorního válečného rady, generála jezdectva. Jako vrchní hejtman Križeveckého kraje, bojoval proti Turkům a v roce 1597 osvobodil pevnost Petrinji a měl hlavní podíl na mistrovskému ústupu z Velké Kaniže 10. října 1600. Za své schopnosti byl s vyznamenán.
V době Bočkajova povstání udržel Chorvatsko věrné císaři, porazil maďarské rebely a pomohl tak k míru z roku 1606. Následně se vzdal hodnosti bána, postu dvorního válečného rady, velícího generála v Uherském království, ponechal si však úřad Tavernicorum regalium magistri.
Jan II. Drašković z Trakošćanu zemřel v Bratislavě v roce 1613.
Byl také považován za skutečného zakladatele svobodného zednářství na slovanském jihu.